# Winkl (Gemeinde Kirchberg am Wagram)
Winkl (auch Winkel) ist eine ehemalige Gemeinde und nun Katastralgemeinde von Kirchberg am Wagram in Niederösterreich.

## Lage
Winkl liegt an einem Altarm der Donau unweit der Au im Tullnerfeld. Der Ort ist nur von Norden her erschlossen. Auf allen anderen Seiten ist er von Auwald umgeben.

## Geschichte
Ab der ersten Hälfte des 12. Jahrhunderts lassen sich in Winkl babenbergische Ministerialen nachweisen. Es sind dies Tiemo, Rahawin und Adalbrecht (um 1130/1140), daneben ein Dietmar von Winkl (1130/1141) und der als Urahn des Geschlechts ausgewiesene Poppo. In der Folge treten die Genannten sowie deren Nachkommen auch im Umland privilegiert auf. Sitz ist eine an der Stelle der heutigen Kirche zum Hl. Nikolaus gelegene Wasserburg.
Laut Adressbuch von Österreich waren im Jahr 1938 in der Ortsgemeinde Winkl ein Bäcker, ein Gastwirt, zwei Gemischtwarenhändler, eine Milchgenossenschaft, ein Tischler, ein Viktualienhändler, ein Wasenmeister und einige Landwirte ansässig.
Zum 1. Jänner 1968 erfolgte die Eingliederung der Gemeinde Winkl als Katastralgemeinde in die Gemeinde Kirchberg am Wagram.